# 坎迪杜龙敦元帅城
坎迪杜龙敦元帅城是巴西巴拉那州的一个市镇。总面积846.051平方公里，总人口46523人，人口密度55人/平方公里。